# Cyclosalpa quadriluminis
Cyclosalpa quadriluminis är en ryggsträngsdjursart som beskrevs av D. Berner 1955. Cyclosalpa quadriluminis ingår i släktet Cyclosalpa och familjen bandsalper. Inga underarter finns listade i Catalogue of Life.